# DEX online
Dex online es un sitio web que ofrece a sus usuarios el diccionario on line más grande que existe en lengua rumana.
Es un diccionario gratuito y se basa en más de 40 diccionarios rumanos, incluido DEX '09, que proporciona un total de 130.000 términos, más de 380.000 definiciones y 1,4 millones de formas flexionadas. El sitio web es uno de los más populares de Rumanía. Es visitado por 2 millones de personas al mes que realizan 12,5 millones de búsquedas.
Dex online fue iniciado en 2001 por el estudiante del MIT Cătălin Frâncu, y comenzó con 30.000 palabras. Con la ayuda de más de 250 colaboradores. El número de entradas se ha ido ampliando constantemente. El sitio web se ha optimizado para dispositivos móviles desde 2010.
La aplicación de Android DEX pentru está disponible para teléfonos inteligentes Android y utiliza la base de datos Dexonline.

## Usuarios off line
Dado que la base de datos DEX en línea se publica parcialmente con una licencia gratuita,  han surgido varios programas que le permiten consultar la base de datos sin conexión, en teléfonos móviles o computadoras. 
| Nombre                                                          | Plataforma             | Espacio del disco | Autor              | Licencia                   |
| --------------------------------------------------------------- | ---------------------- | ----------------- | ------------------ | -------------------------- |
| Maestro DEX Archivado el 10 de mayo de 2018 en Wayback Machine. | Windows, Linux         | 490 MB            | Octavian Râșniță   | GPL                        |
| PyDEX Archivado el 8 de diciembre de 2020 en Wayback Machine.   | Windows, Linux, Mac OS | 250 MB            | Cristian Năvălici  | GPL_(licență,_versiunea_3) |
| Dixit                                                           | Windows, Linux         | 48 MB             | Octavian Procopiuc | GPL                        |
| DEX pentru Android                                              | Android                | 3 MB              | Adrian Vintu       | Freeware                   |
| DEX pentru Windows Phone                                        | Windows Phone          | 1 MB              | Adrian Vintu       | Freeware                   |

DEX para Android "DEX pentru Android", en rumano,  es un cliente de software para el Diccionario Explicativo del idioma rumano basado en la base de datos de dexonline.ro. El cliente se ejecuta en la plataforma Android. Fue desarrollado por Adrian Vintu en colaboración con Dana Puscau.
DEX pentru Android se ejecuta de forma predeterminada en modo en línea, los datos se descargan de Internet para que los usuarios accedan a las últimas definiciones. En modo offline (para quienes no tienen acceso continuo a Internet) la aplicación accede a la base de datos, unos 500 MB, almacenados en la tarjeta SD.
Las definiciones de palabras se pueden almacenar en un archivo para su posterior revisión. Las definiciones también se pueden copiar y pegar en correos electrónicos y SMS.
La aplicación es útil para estudiantes, rumanos que quieran hablar y comprender mejor frases comunes y también extranjeros que quieran aprender rumano.